# Josef Zadina
Josef Zadina (16. června 1887 Vlkanov – 9. srpna 1957 Vlkanov) byl československý politik, ministr a poslanec Národního shromáždění za Republikánskou stranu zemědělského a malorolnického lidu.

## Biografie
Roku 1910 vystudoval práva a působil v soudní službě v Praze a dalších městech v Čechách. Od roku 1918 pak pracoval v Státním ústavu obilném a na dalších postech ve státní správě. Od roku 1925 byl předsedou Lihovarnického spolku. Založil také Svaz družstevního průmyslu bramborářského. Angažoval se v Agrární společnosti, která sdružovala intelektuály a odborníky napojené na agrární stranu.
V parlamentních volbách v roce 1925 získal poslanecké křeslo za agrárníky v Národním shromáždění. Mandát obhájil v parlamentních volbách v roce 1929 a parlamentních volbách v roce 1935. Poslanecký post si oficiálně podržel do zrušení parlamentu roku 1939, přičemž ještě v prosinci 1938 přestoupil do poslaneckého klubu nově utvořené Strany národní jednoty.
Profesí byl dle údajů z roku 1935 vrchním radou zemské rady v Praze. Kromě poslaneckých postů byl i ministrem československých vlád. Působil jako ministr ministr zemědělství v první vládě Milana Hodži, druhé vládě Milana Hodži a třetí vládě Milana Hodži.
Po začátku druhé světové války byl nacistickými úřady jako první československý ministr zatčen a vězněn v koncentračním táboře Buchenwald. Po únoru 1948 ho do vězení zavřel i komunistický režim.